# Président de l'Inde
Le président de l'Inde (en hindi : भारत के राष्ट्रपति IAST : Bhārat ke Rāṣṭrapati ; en anglais : President of India) est le chef de l'État de la république de l'Inde. Il est formellement à la tête des pouvoirs exécutif, législatif et judiciaire et commandant en chef des Forces armées indiennes.
Le président est élu au suffrage indirect pour un mandat de cinq ans par un collège électoral composé des membres du Parlement (Lok Sabha et Rajya Sabha) et des législatures des États.
La Constitution indienne prévoit que le président exerce ses prérogatives directement ou par des agents subordonnés. Toutefois, son pouvoir n'est que formel car le président est tenu de suivre les avis du Premier ministre, responsable devant la Lok Sabha et détenteur de facto du pouvoir exécutif avec le gouvernement.
La résidence officielle du président de l'Inde est Rashtrapati Bhavan à New Delhi. Il dispose également de résidences secondaires à Shimla et Hyderabad.
L'actuelle présidente de la République est Droupadi Murmu, issue du Bharatiya Janata Party, investie le 25 juillet 2022.

## Origine de la fonction
Lorsque l'Inde devient indépendante le 15 août 1947, elle le fait sous la forme d'un dominion, l'Union indienne, dont le chef d'État reste le roi représenté en Inde par un gouverneur général. Le premier gouverneur général est Louis Mountbatten, qui était jusque-là vice-roi de l'Empire des Indes. Il est remplacé en 1948 par un Indien, Chakravarthi Rajagopalachari.
Une nouvelle Constitution entre en vigueur le 26 janvier 1950. Elle fait de l'Inde une république parlementaire fédérale. Le roi et le gouverneur général sont alors remplacés par un président de la République qui sera le chef de l'État.

## Élection

### Conditions d'éligibilité
L'article 58 de la Constitution fixe les conditions pour être éligible au poste de président de la République :
- être un citoyen indien ;
- être âgé de 35 ans ou plus ;
- être éligible à la Lok Sabha.

Une personne n'est pas éligible comme président de la République si elle détient un poste rémunéré du gouvernement indien ou du gouvernement d'un État. Peuvent toutefois être candidats :
- le vice-président de la République ;
- le gouverneur d'un État ;
- un ministre de l'Union ou d'un État ;
- un membre du Parlement ou de la législature d'un État.

Si le vice-président, un gouverneur, un ministre ou un député est élu président, il est réputé avoir démissionné de son poste à la date du début de son mandat comme président.
Le Presidential and Vice Presidential Act de 1952 oblige les candidats à la présidence à déposer les signatures de 50 grands électeurs comme proposant et 50 grands électeurs comme secondant la candidature pour que son nom apparaisse sur le bulletin de vote. Chaque membre du collège électoral ne peut parrainer qu'un seul candidat. Un candidat doit également faire un dépôt de 15 000 roupies à la Banque de réserve de l'Inde, ce dépôt lui est restitué s'il atteint un sixième des voix.

### Système électoral
Le président de la République est élu pour un mandat de cinq ans au vote à second tour instantané par un collège électoral composé des membres de la Lok Sabha et de la Rajya Sabha, respectivement chambre basse et chambre haute du Parlement, ainsi que ceux des Assemblées législatives de chacun des 28 États et des territoires de Delhi et de Pondichéry,.
Les votes sont pondérés en attribuant à chaque vote un « poids » en nombre de voix, selon deux principes. D'une part, le total des voix des membres du Parlement doit être égal à celui des voix des membres des législatures des États. D'autre part, le nombre de voix attribuées aux membres des législatures des États doit correspondre au poids démographique de chacun de ces derniers. 
Pour ce faire, la population de chaque État est divisée par 1 000 puis ce chiffre est divisé par le nombre de députés de l'Assemblée législative, ce qui donne le nombre de voix données à chaque député de l'État. Les votes des membres du Parlement sont calculés en divisant le nombre de votes de tous les députés des États par le nombre de membres des deux chambres du Parlement.
Le mode de scrutin utilisé est le vote à second tour instantané. Les électeurs classent tout ou partie des candidats par ordre de préférence. Est alors élu le candidat qui recueille la majorité absolue des premières préférences. À défaut, le candidat arrivé en dernier est éliminé, et les secondes préférences de ses électeurs sont réparties aux autres candidats. L'opération est répétée jusqu'à ce qu'un candidat obtienne de manière cumulée la majorité absolue. Ce mode de scrutin permet ainsi l'élection d'un candidat en simulant plusieurs tours de scrutin, tout en ne requérant qu'un seul passage des électeurs aux urnes. La plupart des élections présidentielles indiennes ne voient cependant s'opposer que deux candidats, le vote prenant alors la forme d'un scrutin uninominal majoritaire à un tour.

### Serment
Le président de la République, avant de prendre ses fonctions, est tenu de faire le serment suivant en présence du juge en chef de l'Inde (ou en son absence du juge de la Cour suprême avec le plus d'ancienneté) :
« I, (nom), do swear in the name of God (or solemnly affirm) that I will faithfully execute the office of President (or discharge the functions of the President) of India, and will to the best of my ability preserve, protect and defend the Constitution and the law, and that I will devote myself to the service and well-being of the people of India. »
— Article 60 de la Constitution de l'Inde

« Moi, (nom), jure au nom de Dieu (ou affirme solennellement) que j'occuperai fidèlement la fonction de président de l'Inde et que je préserverai, protégerai et défendrai au mieux de mes capacités la Constitutions et la loi et que je me dévouerai au service du bien-être du peuple de l'Inde. »

## Pouvoirs

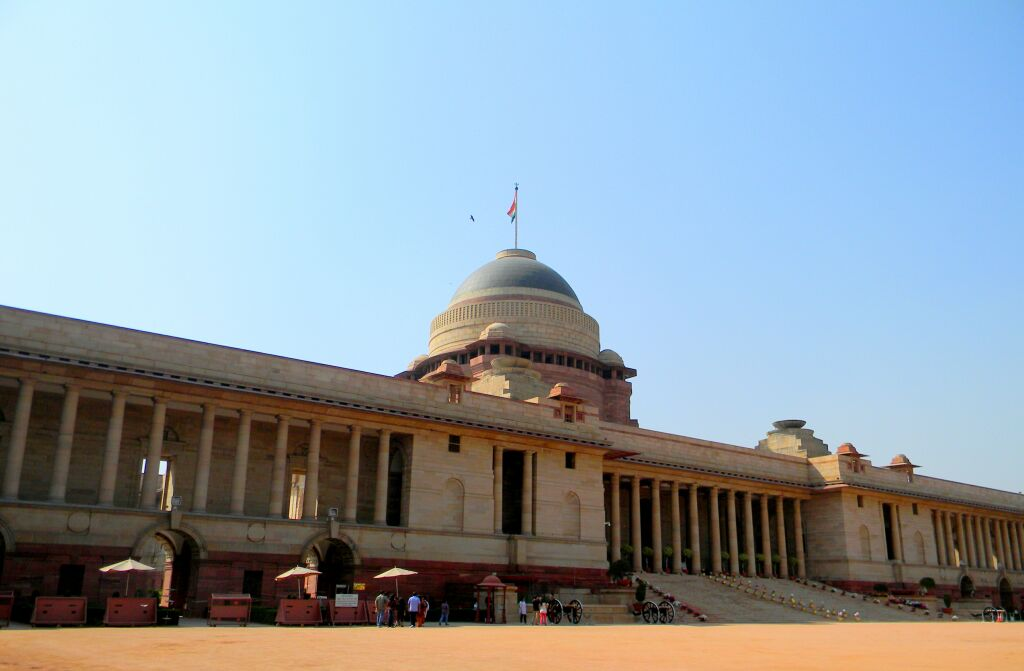
Rashtrapati Bhavan, à New Delhi, est la résidence officielle du président de l'Inde.

### Pouvoir exécutif
La partie V, chapitre I de la Constitution de l'Inde prévoit que le pouvoir exécutif et le commandement suprême des forces armées appartiennent au président et que toutes les actions du gouvernement sont effectuées au nom du président. Toutefois, ces pouvoirs sont largement cérémoniels : l'article 74 de la Constitution dispose en effet que le président n'agit que sur l'avis du conseil des ministres, dirigé par le Premier ministre. Le Premier ministre est nommé par le président mais celui-ci est tenu par convention constitutionnelle de choisir la personne susceptible de disposer d'une majorité à la Lok Sabha devant laquelle le conseil des ministres est collectivement responsable. Les ministres sont nommés par le président sur le conseil du Premier ministre. L'Inde est ainsi un régime parlementaire.
Toujours sur l'avis du conseil des ministres, le président nomme les gouverneurs des États, le procureur général, le contrôleur et auditeur général, le commissaire électoral en chef, les membres de la Commission de la Fonction publique de l'Union, les vice-chanceliers des universités centrales ainsi que les ambassadeurs et hauts-commissaires de l'Inde à l'étranger. 

### Pouvoir législatif
Le président de la République est, avec la Lok Sabha et la Rajya Sabha, un des trois organes du Parlement indien. Le président convoque et ajourne le Parlement (à condition qu'il se réunisse au moins une fois tous les six mois), promulgue les lois adoptées par les chambres et peut dissoudre la Lok Sabha. Il peut en outre adopter des ordonnances à valeur législative lorsque le Parlement n'est pas en session, à condition que ces ordonnances soient validées par les chambres du Parlement lorsqu'elles se réunissent. Dans tous les cas, le président n'agit que sur l'avis du conseil des ministres.
Le président peut nommer deux députés à la Lok Sabha afin de représenter la communauté anglo-indienne. Il nomme également 12 membres de la Rajya Sabha en fonction de leur contribution aux arts, à la littérature, aux sciences et aux services sociaux.

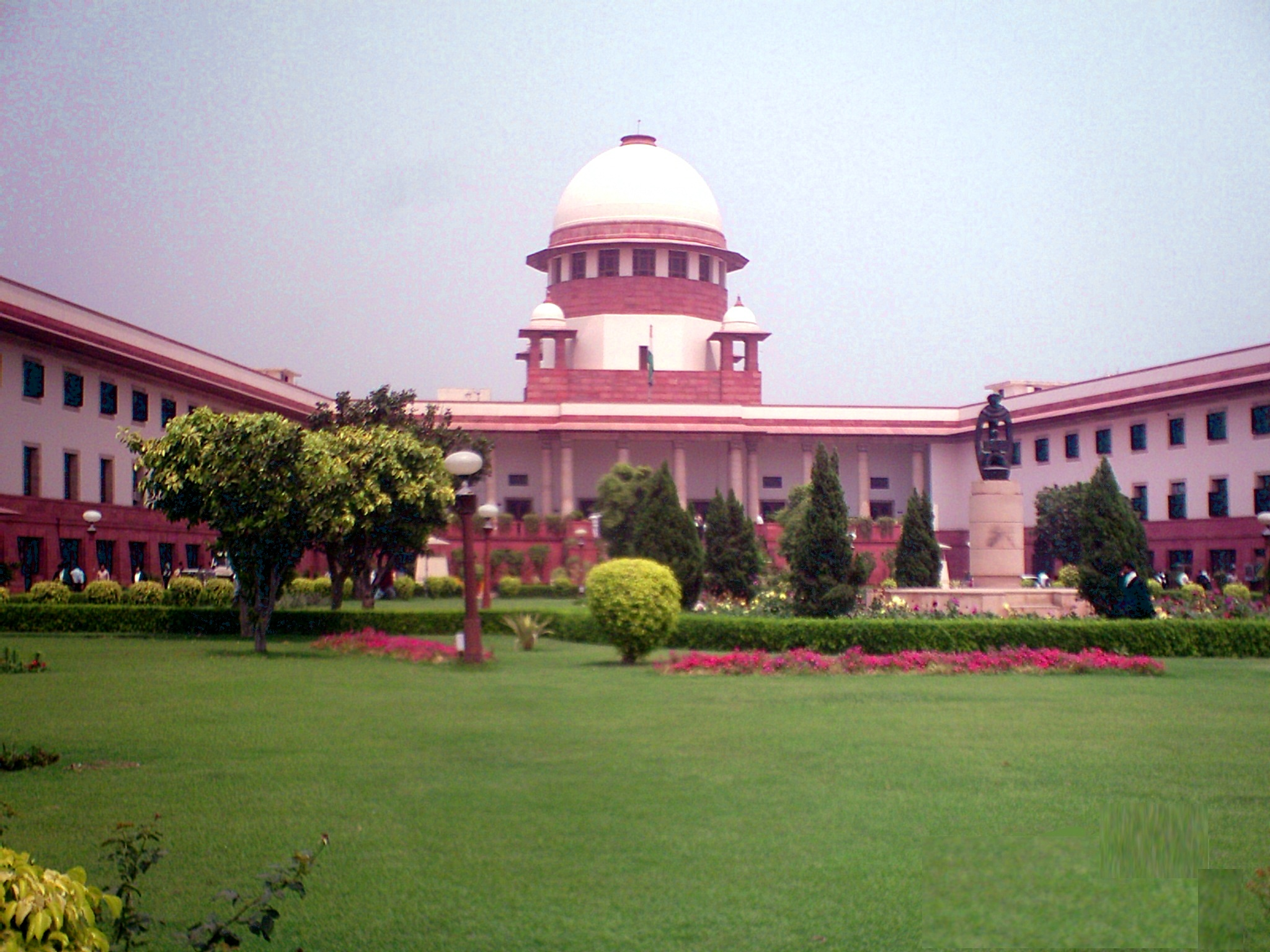
Les juges de la Cour suprême sont nommés par le président.

### Pouvoir judiciaire
Le président de la République nomme les membres de la Cour suprême et désigne parmi eux le juge en chef de l'Inde. Il nomme également les 150 membres des Hautes Cours. Toutes les nominations de juges par le président doivent suivre les recommandations de la Commission nationale des nominations judiciaires.

## Vacance, empêchement et destitution

### Vacance et empêchement
En cas de vacance de la présidence, le vice-président exerce les fonctions de président par intérim jusqu'à l'élection d'un nouveau président qui doit intervenir dans les six mois qui suivent la vacance,. Le président nouvellement élu l'est pour un mandat complet de cinq ans.
De même, le vice-président de la République assume les pouvoirs du président lorsque celui-ci est absent ou dans l'incapacité d'assumer ses devoirs.

### Destitution
L'article 61 de la Constitution prévoit que le président puisse être destitué pour violation de la Constitution. Une telle accusation doit être adoptée par une des deux chambres du Parlement à la majorité des deux tiers des membres et est ensuite examinée par l'autre chambre qui doit diligenter une enquête sur les possibles violations de la Constitution. Le président a alors le droit de se défendre ou se faire représenter devant la chambre qui mène l'enquête. Si celle-ci établit par résolution adoptée par les deux tiers de ses membres que le président a bien violé la Constitution, il est immédiatement destitué.